# La Palmera (programa de televisión)
La Palmera fue un programa de televisión dirigido por Xavier Gassió, que se emitió las tardes de lunes a jueves por La 1 de Televisión Española en 1991.

## Formato
Espacio de variedades bajo formato de magacín que combinaba entrevistas, concursos y actuaciones musicales. El espacio había sido previamente emitido en el circuito para Cataluña de Televisión española entre 1987 y 1989
Contaba con colaboradores habituales entre los que se incluían los periodistas Pilar Eyre, Josep Sandoval y Margarita Landi.